# First Bank of Nigeria
First Bank of Nigeria — старейший и крупнейший нигерийский банк. Его сеть насчитывает 818 отделений, из них 735 в Нигерии, остальные в других странах Африки: Демократическая Республика Конго, Гана, Гамбия, Гвинея, Сьерра-Леоне, Сенегал, а также в Великобритании, Франции и КНР.
Банк был основан в 1894 году британским судовладельцем Альфредом Льюисом Джонсом; первоначально он был нигерийский отделением Bank of British West Africa (Банка Британской Западной Африки). В 1965 году он был куплен другим британским банком Standard Bank (штаб-квартира в Южной Африке, с 1969 года Standard Chartered) и переименован в Standard Bank of West Africa. В 1969 году нигерийское отделение было преобразовано в банк, названный Standard Bank of Nigeria, в 1971 году 13 % акций были размещены на Нигерийской фондовой бирже. В 1979 году Standard Chartered продал контрольный пакет, и банк стал называться First Bank of Nigeria (Первый банк Нигерии). В 2012 году на основе банка был создан холдинг FBN Holdings.